# Arundanus shermani
Arundanus shermani är en insektsart som beskrevs av Ball 1903. Arundanus shermani ingår i släktet Arundanus och familjen dvärgstritar. Inga underarter finns listade i Catalogue of Life.